# Grand Isle (Maine)
Grand Isle és una població dels Estats Units a l'estat de Maine (EUA). Segons el cens del 2000 tenia 518 habitants.

## Demografia
Segons el cens del 2000, Grand Isle tenia 518 habitants, 218 habitatges, i 161 famílies. La densitat de població era de 5,8 habitants/km².
Dels 218 habitatges en un 23,4% hi vivien nens de menys de 18 anys, en un 63,3% hi vivien parelles casades, en un 6% dones solteres, i en un 25,7% no eren unitats familiars. En el 22% dels habitatges hi vivien persones soles l'11,5% de les quals corresponia a persones de 65 anys o més que vivien soles. El nombre mitjà de persones vivint en cada habitatge era de 2,38 i el nombre mitjà de persones que vivien en cada família era de 2,72.
Per edats la població es repartia de la següent manera: un 20,8% tenia menys de 18 anys, un 4,6% entre 18 i 24, un 17,6% entre 25 i 44, un 37,6% de 45 a 60 i un 19,3% 65 anys o més.
L'edat mediana era de 49 anys. Per cada 100 dones de 18 o més anys hi havia 96,2 homes.
La renda mediana per habitatge era de 28.125 $ i la renda mediana per família de 34.875 $. Els homes tenien una renda mediana de 40.000 $ mentre que les dones 30.938 $. La renda per capita de la població era de 13.346 $. Entorn del 12,7% de les famílies i el 17,4% de la població estaven per davall del llindar de pobresa.